# Eparchia ufijska
Eparchia ufijska – jedna z eparchii Rosyjskiego Kościoła Prawosławnego, obejmująca część Republiki Baszkortostanu. Jej ordynariuszem jest metropolita ufijski Nikon (Wasiukow), zaś funkcje katedry pełni sobór Narodzenia Matki Bożej w Ufie. Administratura wchodzi w skład metropolii baszkortostańskiej.

## Historia
Prawosławie pojawiło się na terenach Baszkortostanu po przyłączeniu tych ziem do państwa moskiewskiego. Pierwszą świątynię prawosławną Świętej Trójcy zbudowano w Ufie w 1574. 
Eparchia została erygowana w 1859 poprzez wydzielenie z eparchii orenburskiej, pod nazwą eparchii ufijskiej i mienzielińskiej. Od 1865 obejmowała granice nowo utworzonej guberni ufijskiej. W 1912 w jej jurysdykcji czynnych było trzynaście monasterów (pięć męskich i osiem żeńskich) oraz 526 cerkwi, w tym 432 parafialne, 7 świątyń o statusie soboru, 21 cerkwi domowych, 6 świątyń cmentarnych i 22 filialne. Na początku lat 20. XX wieku eparchia prowadziła ponad 700 świątyń o różnym statusie i 16 monasterów. W Ufie działało seminarium duchowne i szkoły duchowne męska i żeńska. Administratura została zlikwidowana podczas stalinowskich represji wymierzonych w Cerkiew, a zarząd nad ostatnimi czynnymi cerkwiami w jej granicach przekazano biskupowi kujbyszewskiemu. W 1937 wszyscy duchowni służący w katedralnym soborze św. Sergiusza z Radoneża w Ufie zostali aresztowani, a ordynariusz eparchii, biskup Grzegorz, rozstrzelany. W 1939 sobór św. Sergiusza z Radoneża był jedyną czynną świątynią prawosławną na dawnym terenie eparchii. Eparchię restytuowano w 1942. Do 1956 ponownie otwarto 41 świątyń, jednak wskutek kolejnych prześladowań do 1965 ich liczba spadła do 17. W 1990 czynnych parafii w eparchii było 30. 
W 2011 Święty Synod Rosyjskiego Kościoła Prawosławnego wydzielił z terytorium eparchii ufijskiej nowe administratury: eparchie saławacką i nieftiekamską. W momencie podziału eparchia liczyła 287 parafii, prowadziła również cerkwie domowe i więzienne, czynnych było 8 klasztorów.
W 2016 eparchia składała się z 14 dekanatów, w których działało 127 parafii. Ponadto podlegały jej trzy monastery:
- monaster Zaśnięcia Matki Bożej i św. Jerzego w Usie-Stiepanowce, męski
- monaster Zwiastowania w Stierlitamaku, żeński
- monaster Tabyńskiej Ikony Matki Bożej w Kurorcie, żeński[1].

Postanowieniem Świętego Synodu, w 2017 r. z części terytoriów eparchii ufijskiej, nieftiekamskiej i saławackiej wydzielono nową administraturę – eparchię birską.

### Biskupi ufijscy[5]
- Porfiry (Sokołowski), 1859–1860
- Filaret (Małyszewski), 1860–1869
- Piotr (Jekatierinowski), 1869–1876
- Nikanor (Browkowicz), 1876–1883
- Dionizy (Chitrow), 1883–1896
- Justyn (Polański), 1896–1900
- Antoni (Chrapowicki), 1900–1902
- Klemens (Wiernikowski), 1902–1903
- Krzysztof (Smirnow), 1903–1908
- Nataniel (Troicki), 1908–1912
- Micheasz (Aleksiejew), 1912–1913
- Andrzej (Uchtomski), 1913–1918
- Szymon (Szlejow), 1918–1920
- Andrzej Uchtomski, po raz drugi, 1920–1921
- Borys (Szypulin), 1921–1927
- Pitirim (Ładygin), 1927–1928
- Hiob (Wiesiełow), 1928
- Jan (Pojarkow), 1928–1933
- Sofroniusz (Ariefjew), 1933–1934
- Dionizy (Prozorowski), 1934–1936
- Grzegorz (Kozłow), 1936–1937
- Aleksy (Siergiejew), 1942
- Stefan (Procenko), 1942–1944
- Jan (Bratolubow), 1945–1948
- Nifont (Sapożkow), 1948–1950
- Arseniusz (Kryłow), 1950–1953
- Hilarion (Prochorow), 1953–1958
- Nikon (Łysenko), 1959–1963 i ponownie 1963–1967
- Michał (Woskriesienski), 1967
- Hiob (Kresowycz), 1967–1973
- Teodozjusz (Pogorski), 1973–1975
- Ireneusz (Seredni), 1975–1976
- Walenty (Miszczuk), 1976–1979
- Anatol (Kuzniecow), 1979–1990
- Nikon (Wasiukow), od 1990